# 瓦尔特里·莫伦
瓦尔特里·莫伦（芬蘭語：Valtteri Moren；1991年6月15日—）是一位芬蘭足球運動員。在場上的位置是後衛。他現在效力於芬蘭足球超級聯賽球隊HJK赫爾辛基足球俱樂部。他也代表芬蘭國家足球隊參賽。